# Hypena josefinae
Hypena josefinae is een vlinder uit de familie van de spinneruilen (Erebidae). De wetenschappelijke naam van de soort is voor het eerst geldig gepubliceerd in 1995 door Lödl.